# Дом-музей Кастеева
Дом-музей Абылхана Кастеева — мемориальный музей Абылхана Кастеева в городе Алма-Ате (Казахстан). Музей расположен в доме, где он проживал с 1958 по 1973 год.

## История
Дом на востоке Алма-Аты за речкой Малая Алматинка по ул. Городская (ныне ул. Бекхожина) был построен в 1955 году для семьи Кастеева. В 1966 году дом был полностью снесён и затем выстроен заново. А. Кастеев жил и работал в  доме  с 1958 по 1973 годы.
В 2004 году семья передаёт дом художника государству для создания мемориального музея.
В 2014 году, в год празднования 110-летия со дня рождения художника, был открыт мемориальный дом-музей. В церемонии открытия музея приняли участие семья художника, друзья, работники Государственного музея искусств им. А. Кастеева, аким Медеуского района Султанбек Макежанов.

## Здание музея
Здание представляет собой одноэтажный дом середины XX века, построенный по указу Председателя Совета Министров Казахской ССР Д.А. Кунаева в 1955 году специально для большой семьи А. Кастеева. В 1958 году художник вместе с семьей переехал в этот дом. В 1966 году прежний дом был полностью снесён и на его месте был выстроен другой каркасно-камышитовый дом, улучшенной планировки, а в 1968 году к нему была пристроена мастерская. Строительство дома велось по проекту главного архитектора Алма-Аты Н. Оразымбетова. Дом общей площадью 142,5 м² сохранен в первоначальном виде: гостиная, три спальни, мастерская, кухня, ванная, веранда; к дому прилагается сад.

## Экспозиция
Экспозиция музея знакомит посетителей с наиболее известными живописными и графическими произведениями, созданными А. Кастеевым. Картины художника в музее представлены копиями. Можно увидеть знаменитые «Портрет Амангельды», «Турксиб», «Река Талас», «Портрет Кенесары», . Коллекция включает в себя также богатый историко-биографический материал - фотографии, документы, кинохронику и личные вещи художника. Особый интерес, привлекает воссозданная с помощью подлинных экспонатов студия-мастерская А. Кастеева, в которой мастер работал на протяжении многих лет.
В доме Кастеева сохранены многие предметы, такие как: пест, угольный утюг, желтый самовар и другие.

## Адрес и график работы
Дом-музей Абылхана Кастеева расположен в г. Алматы по улице Бекхожина, 6А и открыт для посетителей с 10.00 до 18.00 ежедневно.